# 古式競馬 (日本)

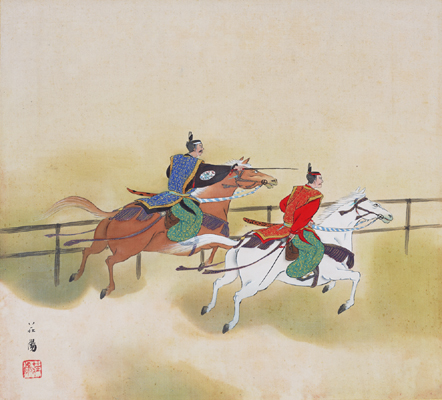
賀茂競馬を描いた画

この項目では、競馬（くらべうま・きおいうま・きそいうま）、または駒競（こまくらべ）とも呼ばれる、日本の古式競馬について記述する。競馬とは、馬を走らせてその馬の走行速度や、騎手の乗馬技術・作法を競う競技であり、神事としても存在する。

## 概要
『日本書紀』によれば、天武天皇8年（679年）の記事に良馬の駿足を鑑賞するために実際に馬の走り比べを行ったとする記事が存在しており、その頃には存在していた。ただし、こうした鑑賞行事は祭会の際の走馬（はしりうま）として別個の発展を遂げ、これとは別に馬の速さと馬術を競う宮中行事として、毎年5月5日の節会に際して6日までの2日間かけて騎射（うまゆみ）とともに行われるようになった。

## 開催場所
奈良時代は平城宮の南苑（なんえん）、平安時代では武徳殿（馬埒殿（うまきどの）/馬場殿とも言う）で行われた。
平安中期にもなると、行宮・離宮・公卿の邸宅・神社の境内などで臨時の競馬が行われることもあった。もっとも、馬の飼育には本来は軍事的要素も含まれていたために、臣下がみだりに行うことが出来ず、実際には摂関かそれに類する公卿のみの特権であった。藤原道長は私的な競馬を度々開催して藤原実資より非難を浴びている他、寛弘元年（1004年）に花山法皇の行幸を名目に自邸で競馬を行って以来、一条天皇・三条天皇の行幸などを口実にして競馬を開催し、親王や他の公卿達には当日に走らせる馬を提供させるなど、自己の権威づけに用いた。その後継者である藤原頼通が万寿元年（1024年）に高陽院で催した競馬は、『栄花物語』の「駒競べの行幸」や『駒競行幸絵巻』に描かれている。神社においては、神事として賀茂神社・石清水八幡宮・春日大社の催しが知られる。
特に上賀茂神社の競馬は有名で、中世以降、宮中の武徳殿での催しが衰微していくとともに臨時の競馬も減少していったが、「競馬会神事」（賀茂競馬（かもくらべうま）とも言う）として現在でも行われており、古式の習俗を今日まで継承している。春日大社では藤氏長者が在任中に一度は春日参詣の折に競馬を開くのを慣例にしており、この風習も藤原道長によって創始され、早世した藤原師通を例外として歴代の藤氏長者（一部例外を除いて摂関が兼ねる）の慣わしとされた。

## 宮中行事
宮中行事としての競馬は、未調教の馬を左右に配し、直線コースの馬場で2頭走らせる。その馬を「乗尻（のりじり）」と呼ばれる騎手が巧みに操って、競争相手を進行妨害したりしがらも先着を競う。無事にゴールまで早く走行させた方が勝ちであり、落馬は負けとなった。これは馬の速さだけでなく、騎手（乗尻）の乗馬技術が問われる趣向を凝らしたものでもあった。なお、2番目以後は負方が先行して出発する儲馬（もうけのうま）となり、勝方は一遅（いちじ）分時間を置いて後から出発する追馬と呼ばれ、追馬は儲馬を追い越して馬駐に入る必要があった。2騎1組（左方・右方）で計10番の競走を行い、全番を通して左方・右方の勝敗が決定した。
直線コースには左右に埒（らち）と呼ばれる黒木の柵を設置し、途中に目印となる3本の木を設置する。騎射の場合には左側が射向（いこう）となるように木を埒の左側になるようなコースを設定し、それぞれに的懸（まとかけ）の牓示を行うが、競馬の場合、最初の木を馬出（馬場本）とし、2番目の木を鞭を入れて競いあう「勝負の木」とし、最後の木に勝負決定の標（しめ）を置いて傍に矛を立てて馬駐（うまとどめ）すなわちゴールとする。観客は埒を望む中央の建物を馬場殿とし、その左右に幄舎を設置してそのいずれかで観戦することになっていた。
騎手は衛府や馬寮などに属する武官から選ばれ、自身の位階に値する当色（とうじき）の上着、裲襠（りょうとう）という貫頭衣の一種を身に付けて競技に臨んだ。
中世に至るまで盛んに行われ、花園院の日記である『花園院宸記』には、正中2年正月13日（1325年1月28日）条の記事として花園院が属する持明院統のライバルである大覚寺統の後醍醐天皇と皇太子邦良が皇位継承の正当性を巡って鎌倉幕府からの有利な裁定を求めて互いに鎌倉に使者を相次いで派遣した有様を「世に競馬と号す」と皮肉っている。